# سينوربي
سينوربي، (بالإنجليزية: Senorbì)‏، هي بلدية، في مقاطعة كالياري، في إقليم سردينيا الإيطالي، وتقع على بعد حوالي 35 كم (22 ميل) شمال كالياري. وهو المركز الرئيسي لتريكسينتا، ويقع في منطقة مخصصة تقليديا لزراعة الحبوب. تضم المدينة متحفًا أثريًا (متحف سا دومو نوستا) مع اكتشافات تعود إلى ثقافة أوزيري إلى الحضارة النوراقية إلى القرن الرابع عشر الميلادي.

## السكان
في سنة 1861 بلغ عدد السكان 2٬040 نسمة، وتطور العدد ليصل في سنة 2011 لـ 4٬781 نسمة.
يظهر هذا المخطط البياني تطور النمو السكاني لـ سينوربي